# Максименко, Алексей Петрович
Алексе́й Петро́вич Максиме́нко — советский деятель органов госбезопасности, полковник.

## Биография
Родился в 1905 году в Орске. Русский. Член КПСС с 1927 года.
С 1919 года — на хозяйственной, общественной и политической работе. В 1919—1952 гг. — ученик шорника, охранник, делопроизводитель, батрак, в органах ГПУ Кзыл-Орды, Чимкента, Кунграда, Турткуля, начальник ОАГС НКВД БССР, начальник Полоцкого горотдела НКВД, начальник Оршинского горотдела НКВД, участник Великой Отечественной войны, руководитель спецгруппы 21-й и 50-й армий, начальник Переяславского райотдела НКВД, начальник оперчекистской группы НКГБ БССР в Витебской области, заместитель начальника УНКГБ Витебской области, начальник 3-го отделения 4-го управления НКГБ БССР, начальник управления НКГБ БССР, помощник наркома ГБ БССР по хозработе, начальник УМГБ Минской области.
Умер в Минске в 1959 году.